# VM i skiskydning 1961
Verdensmesterskabet i skiskydning 1961 var det tredje VM i skiskydning og blev arrangeret af International Biathlon Union. Mesterskabet blev afviklet i Umeå i Sverige den 25. februar 1961 og bestod af én offciel konkurrence, 20 km for mænd, samt en uofficiel stafetkonkurrence.

## Medaljevindere
Der var én officiel VM-konkurrence, 20 km for mænd. Konkurrencen blev vundet af Finlands Kalevi Huuskonen.
| Plac.  | Navn                | Tid     |
| ------ | ------------------- | ------- |
| Guld   | Kalevi Huuskonen    | 1:32:11 |
| Sølv   | Aleksandr Privalov  | 1:35:07 |
| Bronze | Paavo Repo          | 1:35:20 |
| 4.     | Valentin Psjenitsyn | 1:37:37 |
| 5.     | Antti Tyrväinen     | 1:38:07 |
| 6.     | Dmitrij Sokolov     | 1:38:51 |
| 7.     | Magnar Ingebrigstli | 1:39:33 |
| 8.     | Tage Lundin         | 1:39:46 |
Den anden konkurrence på programmet var 3 × 7,5 km stafet for mænd, men det var ikke en officiel VM-disciplin, og der blev ikke uddelt VM-medaljer til de bedste hold. Stafetten kom først på det officielle VM-program fra 1966.
| Plac.  | Navn                                                                        |
| ------ | --------------------------------------------------------------------------- |
| Guld   | Finland · Kalevi Huuskonen · Paavo Repo · Antti Tyrväinen                   |
| Sølv   | Sovjetunionen · Aleksander Privalov · Valentin Psjenitsyn · Dmitrij Sokolov |
| Bronze | Sverige · Klas Lestander · Tage Lundin · Stig Andersson                     |